# World Poker Tour seizoen 3
Een overzicht van de evenementen uit het derde seizoen van de World Poker Tour (WPT) en resultaten van de hoofdtoernooien daarvan. De winnaars hiervan schrijven naast het prijzengeld een officiële WPT-titel op hun naam:

### Grand Prix de Paris
- Casino: Aviation Club de France, Parijs
- Buy-in: €10.000,-
- Datum: 17 juli t/m 21 juli 2004
- Aantal deelnemers: 205
- Totaal prijzengeld: €1.957.750,-
- Aantal uitbetalingen: 27

| Positie | Naam           | Prijs                   |
| ------- | -------------- | ----------------------- |
| 1st     | Surinder Sunar | €679.860,- ($828.956,-) |
| 2de     | Tony G         | €339.930,- ($414.478,-) |
| 3de     | Jim Overtman   | €203.960,- ($248.689,-) |
| 4th     | Peter Roche    | €135.970,- ($165.789,-) |
| 5de     | Ben Roberts    | €101.980,- ($124.345,-) |
| 6de     | Dave Colclough | €84.890,- ($103.507,-)  |

### Mirage Poker Showdown
- Casino: The Mirage, Las Vegas
- Buy-in: $10.000,-
- Datum: 29 juli t/m 1 augustus 2004
- Aantal deelnemers: 281
- Totaal prijzengeld: $2.725.200,-
- Aantal uitbetalingen: 27

| Positie | Naam          | Prijs        |
| ------- | ------------- | ------------ |
| 1ste    | Eli Elezra    | $1.024.574,- |
| 2de     | Lee Watkinson | $513.038,-   |
| 3de     | Gabe Kaplan   | $256.519,-   |
| 4de     | John Juanda   | $162.012,-   |
| 5de     | Scotty Nguyen | $121.509,-   |
| 6de     | Jim Meehan    | $94.507,-    |

### Legends of Poker
- Casino: Bicycle Casino, Los Angeles
- Buy-in: $5.000,-
- Datum: 28 augustus t/m 31 augustus 2004
- Aantal deelnemers: 667
- Totaal prijzengeld: $3.335.000,-
- Aantal uitbetalingen: 63

| Positie | Naam          | Prijs        |
| ------- | ------------- | ------------ |
| 1ste    | Doyle Brunson | $1.198.260,- |
| 2de     | Lee Watkinson | $578.375,-   |
| 3de     | Pete Lawson   | $272.665,-   |
| 4de     | Grant Helling | $170.175,-   |
| 5de     | Joe Awada     | $132.200,-   |
| 6de     | Tom Lee       | $99.150,-    |

### Borgata Poker Open
- Casino: Borgata, Atlantic City
- Buy-in: $10.000,-
- Datum: 19 september t/m 22 september 2004
- Aantal deelnemers: 302
- Totaal prijzengeld: $3.020.000,-
- Aantal uitbetalingen: 27

| Positie | Naam               | Prijs        |
| ------- | ------------------ | ------------ |
| 1ste    | Daniel Negreanu    | $1.117.400,- |
| 2de     | David Williams     | $573.800,-   |
| 3de     | Josh Arieh         | $286.900,-   |
| 4de     | Chris Tsiprailidis | $181.200,-   |
| 5de     | Brandon Moran      | $135.900,-   |
| 6de     | Phil Ivey          | $105.700,-   |

### Ultimate Poker Classic
- Casino: Radisson Aruba Resort & Casino, Palm Beach (Aruba)
- Buy-in: $6.000,-
- Datum: 26 september t/m 1 oktober 2004
- Aantal deelnemers: 647
- Totaal prijzengeld: $3.879.000,-
- Aantal uitbetalingen: 200

| Positie | Naam         | Prijs        |
| ------- | ------------ | ------------ |
| 1ste    | Eric Brenes  | $1.000.000,- |
| 2de     | Layne Flack  | $500.000,-   |
| 3de     | Mike Matusow | $250.000,-   |
| 4de     | Pat McMillan | $170.000,-   |
| 5de     | John Juanda  | $130.000,-   |
| 6de     | Vic Fey      | $105.000,-   |

### Festa Al Lago (Doyle Brunson North American Poker Championship)
- Casino: Bellagio, Las Vegas
- Buy-in: $10.000,-
- Datum: 19 oktober t/m 22 oktober 2004
- Aantal deelnemers: 312
- Totaal prijzengeld: $3.026.400,-
- Aantal uitbetalingen: 50

| Positie | Naam             | Prijs        |
| ------- | ---------------- | ------------ |
| 1ste    | Carlos Mortensen | $1.000.000,- |
| 2de     | Kido Pham        | $496.400,-   |
| 3de     | David Pham       | $255.000,-   |
| 4de     | Erik Seidel      | $165.000,-   |
| 5de     | Hung La          | $120.000,-   |
| 6de     | John Juanda      | $84.000,-    |

### World Poker Finals
- Casino: Foxwoods, Mashantucket (Connecticut)
- Buy-in: $10.000,-
- Datum: 13 november t/m 17 november 2004
- Aantal deelnemers: 674
- Totaal prijzengeld: $6.765.000,-
- Aantal uitbetalingen: 60

| Positie | Naam              | Prijs        |
| ------- | ----------------- | ------------ |
| 1ste    | Tuan Le           | $1.549.588,- |
| 2de     | Temperance Hutter | $973.256,-   |
| 3de     | Humberto Brenes   | $636.930,-   |
| 4de     | Bradley Berman    | $470.452,-   |
| 5de     | J.C. Tran         | $353.850,-   |
| 6de     | David Pham        | $277.014,-   |

### Five Diamond World Poker Classic
- Casino: Bellagio, Las Vegas
- Buy-in: $15.000,-
- Datum: 14 december t/m 18 december 2004
- Aantal deelnemers: 376
- Totaal prijzengeld: $5.470.800,-
- Aantal uitbetalingen: 50

| Positie | Naam            | Prijs        |
| ------- | --------------- | ------------ |
| 1ste    | Daniel Negreanu | $1.770.218,- |
| 2de     | Humberto Brenes | $923.475,-   |
| 3de     | Vinny Landrum   | $462.851,-   |
| 4de     | Jennifer Harman | $299.492,-   |
| 5de     | Steve Rassi     | $217.812,-   |
| 6de     | Nam Le          | $152.468,-   |

### PokerStars Caribbean Poker Adventure
- Casino: Atlantis Paradise Island, Bahama's
- Buy-in: $7.800 ,-
- Datum: 8 januari t/. 11 januari 2005
- Aantal deelnemers: 461
- Totaal prijzengeld: $3.595.600,-
- Aantal uitbetalingen: 75

| Positie | Naam              | Prijs      |
| ------- | ----------------- | ---------- |
| 1ste    | John Gale         | $890.000,- |
| 2de     | Alex Balandin     | $484.000,- |
| 3de     | Mikael Westerlund | $306.000,- |
| 4de     | Patrick Hocking   | $207.000,- |
| 5de     | John Cernuto      | $155.800,- |
| 6de     | Nenad Medić       | $112.000,- |

### World Poker Open
- Casino: Gold Strike Resort and Casino, Tunica
- Buy-in: $10.000,-
- Datum: 24 januari t/m 27 januari 2005
- Aantal deelnemers: 512
- Totaal prijzengeld: $4.832.773,-
- Aantal uitbetalingen: 44

| Positie | Naam             | Prijs        |
| ------- | ---------------- | ------------ |
| 1ste    | Johnny Stolzmann | $1.491.444,- |
| 2de     | Chau Giang       | $773.448,-   |
| 3de     | Daniel Negreanu  | $384.322,-   |
| 4de     | Scotty Nguyen    | $336.282,-   |
| 5de     | Michael Mizrachi | $288.241,-   |
| 6de     | Raja Kattamuri   | $240.201,-   |

### L.A. Poker Classic
- Casino: Commerce Casino, Los Angeles
- Buy-in: $10.000,-
- Datum: 18 februari t/m 22 februari 2005
- Aantal deelnemers: 538
- Totaal prijzengeld: $5.166.414,-
- Aantal uitbetalingen: 45

| Positie | Naam                | Prijs        |
| ------- | ------------------- | ------------ |
| 1ste    | Michael Mizrachi    | $1.859.909,- |
| 2de     | Haralabos Voulgaris | $904.122,-   |
| 3de     | Hung La             | $444.312,-   |
| 4de     | Ted Forrest         | $263.487,-   |
| 5de     | Erick Lindgren      | $206.657,-   |
| 6de     | Harley Hall         | $154.992,-   |

### Bay 101 Shooting Star
- Casino: Bay 101, San José
- Buy-in: $10.000,-
- Datum: 7 maart t/m 11 maart 2005
- Aantal deelnemers: 438
- Totaal prijzengeld: $4.070.000,-
- Aantal uitbetalingen: 45

| Positie | Naam              | Prijs        |
| ------- | ----------------- | ------------ |
| 1ste    | Danny Nguyen      | $1.025.000,- |
| 2de     | Jay Martens       | $600.000,-   |
| 3de     | Gus Hansen        | $320.000,-   |
| 4de     | Shandor Szentkuti | $280.000,-   |
| 5de     | Corey Cheresnick  | $240.000,-   |
| 6de     | Men Nguyen        | $200.000,-   |

### Party Poker Million
- Buy-in: $10.000,- (Limit Hold 'em)
- Datum: 19 maart t/m 23 maart 2005
- Aantal deelnemers: 735
- Totaal prijzengeld: $7.430.000,-
- Aantal uitbetalingen: 180

| Positie | Naam              | Prijs        |
| ------- | ----------------- | ------------ |
| 1ste    | Michael Gracz     | $1.525.500,- |
| 2de     | David Minto       | $1.000.000,- |
| 3de     | Matthew Cherackal | $700.000,-   |
| 4de     | Adam Csallany     | $500.000,-   |
| 5de     | Paul Darden       | $300.000,-   |
| 6de     | Richard Kain      | $200.000,-   |

### World Poker Challenge
- Casino: Reno Hilton, Reno
- Buy-in: $5.000,-
- Datum: 29 maart t/m 1 april 2005
- Aantal deelnemers: 345
- Totaal prijzengeld: $1.725.350,-
- Aantal uitbetalingen: 27

| Positie | Naam            | Prijs      |
| ------- | --------------- | ---------- |
| 1ste    | Arnold Spee     | $633.880,- |
| 2de     | Blair Rodman    | $327.815,- |
| 3de     | Phil Ivey       | $163.908,- |
| 4de     | Michael Yoshino | $103.521,- |
| 5de     | Russ Carlson    | $77.641,-  |
| 6de     | Mark Chapic     | $60.387,-  |

### WPT Championship

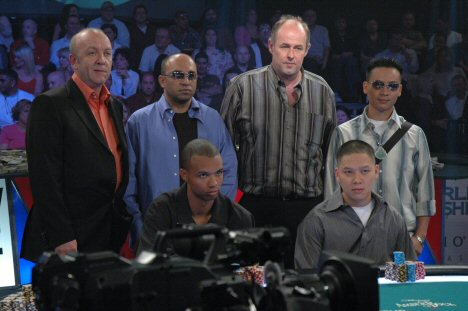
Finaletafel WPT Championship 2005: Staand v.l.n.r. Paul Maxfield, Hasan Habib, Rob Hollink en John Phan. Zittend v.l.n.r. Phil Ivey en Tuan Le

- Casino: Bellagio, Las Vegas
- Buy-in: $25.000,-
- Datum: 18 april t/m 24 april 2005
- Aantal deelnemers: 453
- Totaal prijzengeld: $10.961.000,-
- Aantal uitbetalingen: 100

| Positie | Naam          | Prijs        |
| ------- | ------------- | ------------ |
| 1ste    | Tuan Le       | $2.856.150,- |
| 2de     | Paul Maxfield | $1.698.390,- |
| 3de     | Hasan Habib   | $896.375,-   |
| 4de     | John Phan     | $518.920,-   |
| 5de     | Rob Hollink   | $377.420,-   |
| 6de     | Phil Ivey     | $264.195,-   |

WPT seizoen 1 · WPT seizoen 2 · WPT seizoen 3 · WPT seizoen 4 · WPT seizoen 5 · WPT seizoen 6 · WPT seizoen 7 · WPT seizoen 8 · WPT seizoen 9 · WPT seizoen 10 · WPT seizoen 11 · WPT seizoen 12 · WPT seizoen 13 · WPT seizoen 14 · WPT seizoen 15 · WPT seizoen 16 · WPT seizoen 17 · WPT seizoen 18 · WPT seizoen 19